# Jogállamisági mechanizmus
Az európai uniós költségvetés védelméről szóló általános feltételrendszer (röviden jogállamisági mechanizmus) egy uniós rendelet, amely az Európai Unióról szóló szerződés (EUSZ) 2. cikkében rögzített értékek egyikéhez, a jogállamisághoz köti az uniós források felhasználását.

## Háttere
A 2010-es évek második felében erősödtek az aggályok a lengyelországi és a magyarországi demokrácia állapotával kapcsolatban. 
Az Európai Uniónak egy, végső esetben alkalmazható eljárása volt hasonló helyzetre: a 7. cikk szerinti eljárás, amely az Európai Unió értékeinek súlyos és tartós megsértése esetén, a Tanács egyhangú döntésével léptethető életbe. Ezt kezdeményezte 2017. decemberben az Európai Bizottság Lengyelországgal szemben, bíróságok függetlenségét sértő jogszabályok miatt, majd 2018. szeptemberben az Európai Parlament – a Sargentini-jelentés elfogadásával – Magyarországgal szemben, számos okra hivatkozva az alkotmányos rendszer megváltoztatásától a korrupción át a menekültek helyzetéig. 
A korábbinál lényegesen nagyobb költségvetéssel tervezett 2021-27 időszakra készülve, az Európai Unió kidolgozott egy másik eljárást is, amely egy értékhez, a jogállamisághoz köti az uniós források felhasználását. A vonatkozó 2020/2092. rendeletet 2020. decemberben fogadta el a Parlament és a Tanács.

## Tartalma
A rendelet meghatározza a jogállamiság fogalmát: „A jogállamiság magában foglalja a törvényesség elvét, amely magában hordozza az átlátható, elszámoltatható, demokratikus és pluralista törvényhozási eljárás meglétét; a jogbiztonság elvét; a végrehajtó hatalom önkényessége tilalmának elvét; a független és pártatlan bíróságok által biztosított hatékony bírói jogvédelem elvét, az igazságszolgáltatáshoz való jogot is beleértve, az alapvető jogok tekintetében is; a hatalmi ágak szétválasztásának elvét; valamint a megkülönböztetés tilalmának elvét és a törvény előtti egyenlőség elvét. A jogállamiságot az EUSZ 2. cikkében rögzített egyéb uniós értékekre és elvekre figyelemmel kell értelmezni.”
A jogállamisági mechanizmust olyan esetekben lehet alkalmazni, amikor a jogállamiság elveinek megsértése érinti az uniós költségvetést. 
Ilyen esetben számos különböző intézkedés alkalmazható, az arányosság biztosításával: pl. programok jóváhagyásának felfüggesztése, kötelezettségvállalások felfüggesztése vagy csökkentése, kifizetések felfüggesztése. 
A jogállamiság elveinek az uniós költségvetést érintő megsértése esetén a Bizottság írásbeli értesítést küld a tagállamnak. Amennyiben a tagállam a megadott határidőre nem tesz megfelelő korrekciós intézkedéseket, a Bizottság javaslatot nyújt be a Tanácsnak. A Tanács elfogadja a javaslatot. A Tanács minősített többséggel módosíthatja a javaslatot.

## Jogszerűsége
Magyarország és Lengyelország vitatta a rendelet jogszerűségét, és az Európai Bírósághoz fordult. A Bíróság 2022. februári döntésével elutasította a magyar és a lengyel keresetet.

## Alkalmazása
Az Európai Bizottság eddig egy tagállammal szemben indította el a jogállamisági mechanizmust: 2022. áprilisban Magyarországgal szemben. Az eljárás keretében az Európai Unió 34,4 milliárd eurós (12 900 milliárd forintnyi) támogatást fagyasztott be és kötötte jogállamisági és demokratikus feltételek megvalósulásához. A legsúlyosabb jogsérelem Magyarországon az igazságszolgáltatás függetlenségének kritikus helyzete, így a legtöbb támogatás ennek helyreállításán múlik.

## Fordítás
Ez a szócikk részben vagy egészben  a   Rule of Law Conditionality Regulation című angol Wikipédia-szócikk fordításán alapul.  Az eredeti cikk szerkesztőit annak laptörténete sorolja fel. Ez a jelzés csupán a megfogalmazás eredetét és a szerzői jogokat jelzi, nem szolgál a cikkben szereplő információk forrásmegjelöléseként.